# Rixheim
Rixheim is een gemeente in het Franse departement Haut-Rhin in de regio Grand Est. De gemeente telde 14.125 inwoners op 1 januari 2022.
De gemeente maakt deel uit van het arrondissement Mulhouse en is sinds 22 maart 2015, toen het kanton Habsheim waar Rixheim deel van uitmaakte werd opgeheven, de hoofdplaats naamgever werd van een op die dag gevormd kanton.

## Geschiedenis

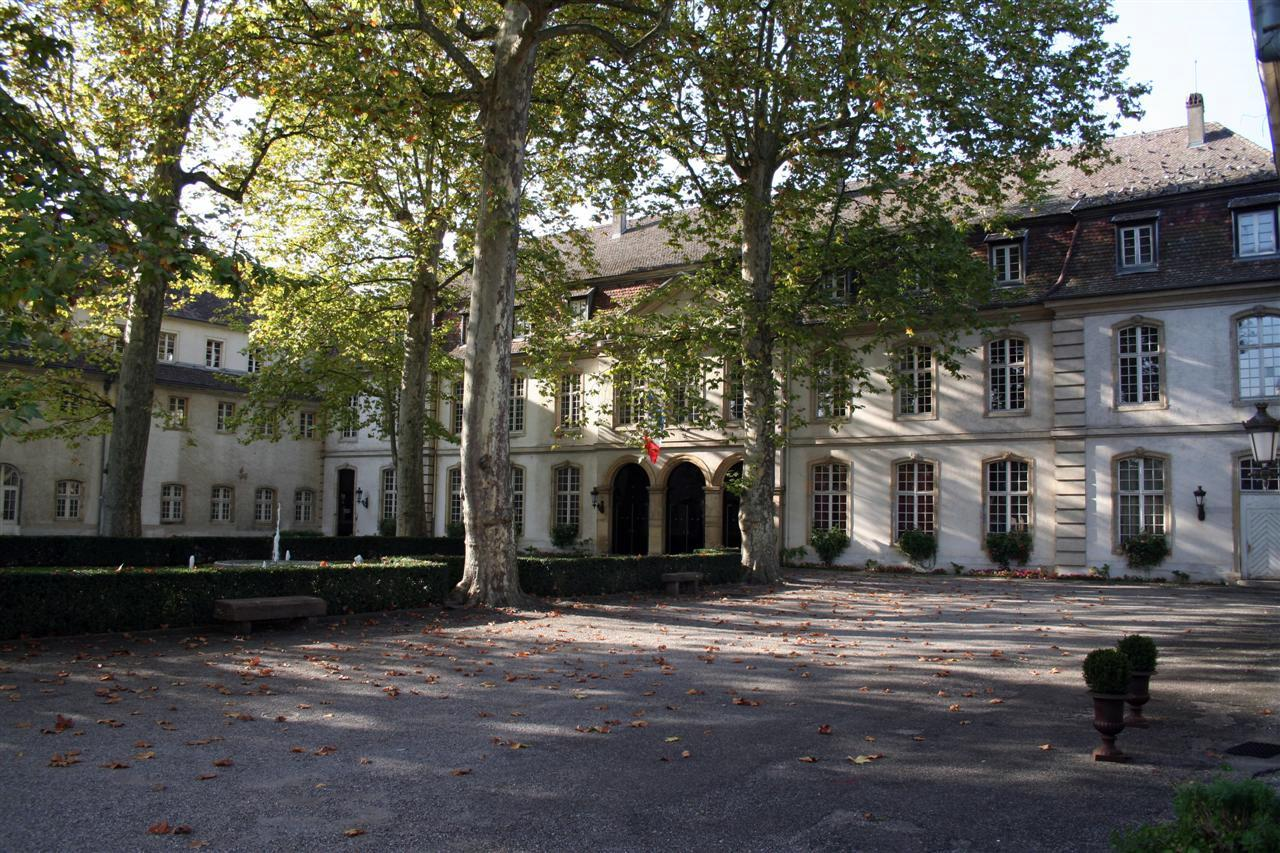
De commanderie, met behangmuseum Musée du papier peint

Het grondgebied van de gemeente is al lang bewoond. Archeologen vonden urnengraven uit de late Bronstijd, Keltische grafheuvels, een Gallo-Romeinse waterput gebruikt als cultusplaats, een Romeinse muntschat met een zeventigtal munten uit de 3e eeuw en een grafveld uit de vroege middeleeuwen.
De plaats werd voor het eerst vermeld als Richeneshies in 823. Er lagen oorspronkelijk twee dorpen, Rixen (hogerop) en Eschelzheim (lager) die in de 17e eeuw samengesmolten zijn. Van 1259 tot 1648 lag Rixheim in het Habsburgse Voor-Oostenrijk, daarna in Frankrijk. De plaats had te lijden onder de Duitse Boerenoorlog (1525) en de Dertigjarige Oorlog. Al in de 13e eeuw had de Duitse Orde in Mulhouse bezittingen in Rixheim. Nadat Mulhouse protestants was geworden, vestigden de leden van deze ridderorde zich in Rixheim en bouwden er in 1613 een commanderij.
In de 19e eeuw kwam er industrie in de gemeente met als belangrijkste firma Manufacture Zuber et Cie, een fabrikant van behangpapier. In de nacht van 9 op 10 augustus 1914 werd er gevochten tussen Duitsers en Fransen, die Mulhouse hadden ingenomen.

## Geografie
De oppervlakte van Rixheim bedroeg op 1 januari 2022 19,53 vierkante kilometer; de bevolkingsdichtheid was toen 723,2 inwoners per km².
Het hoogste punt van de gemeente (365 m) ligt in het bos Zuhrenwald; het laagste punt (232 m) aan Pont du Bouc bij het Rhône-Rijnkanaal.
De onderstaande kaart toont de ligging van Rixheim met de belangrijkste infrastructuur en aangrenzende gemeenten.

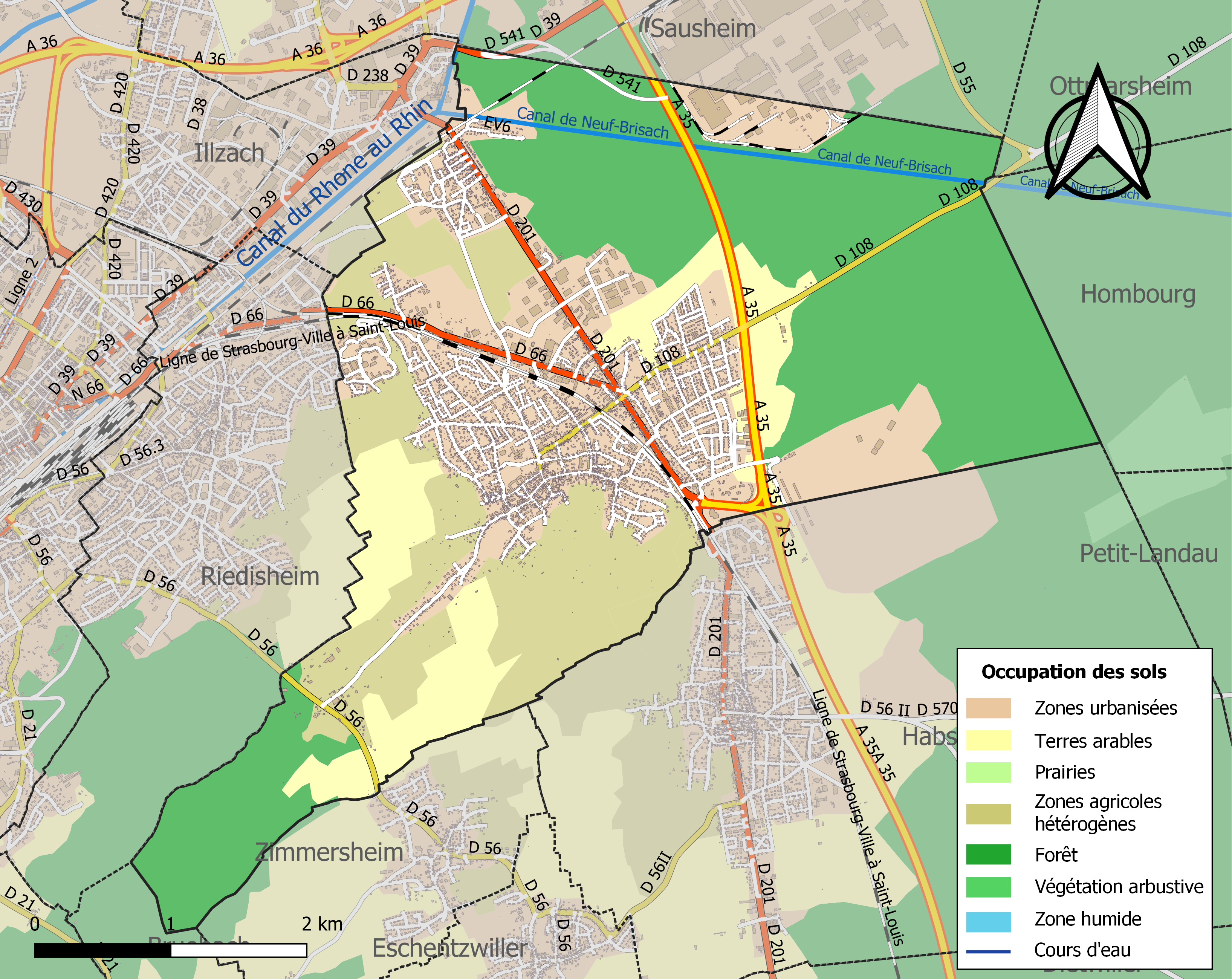

## Demografie
Onderstaande figuur toont het verloop van het inwonertal (bron: INSEE-tellingen).

## Bezienswaardigheden

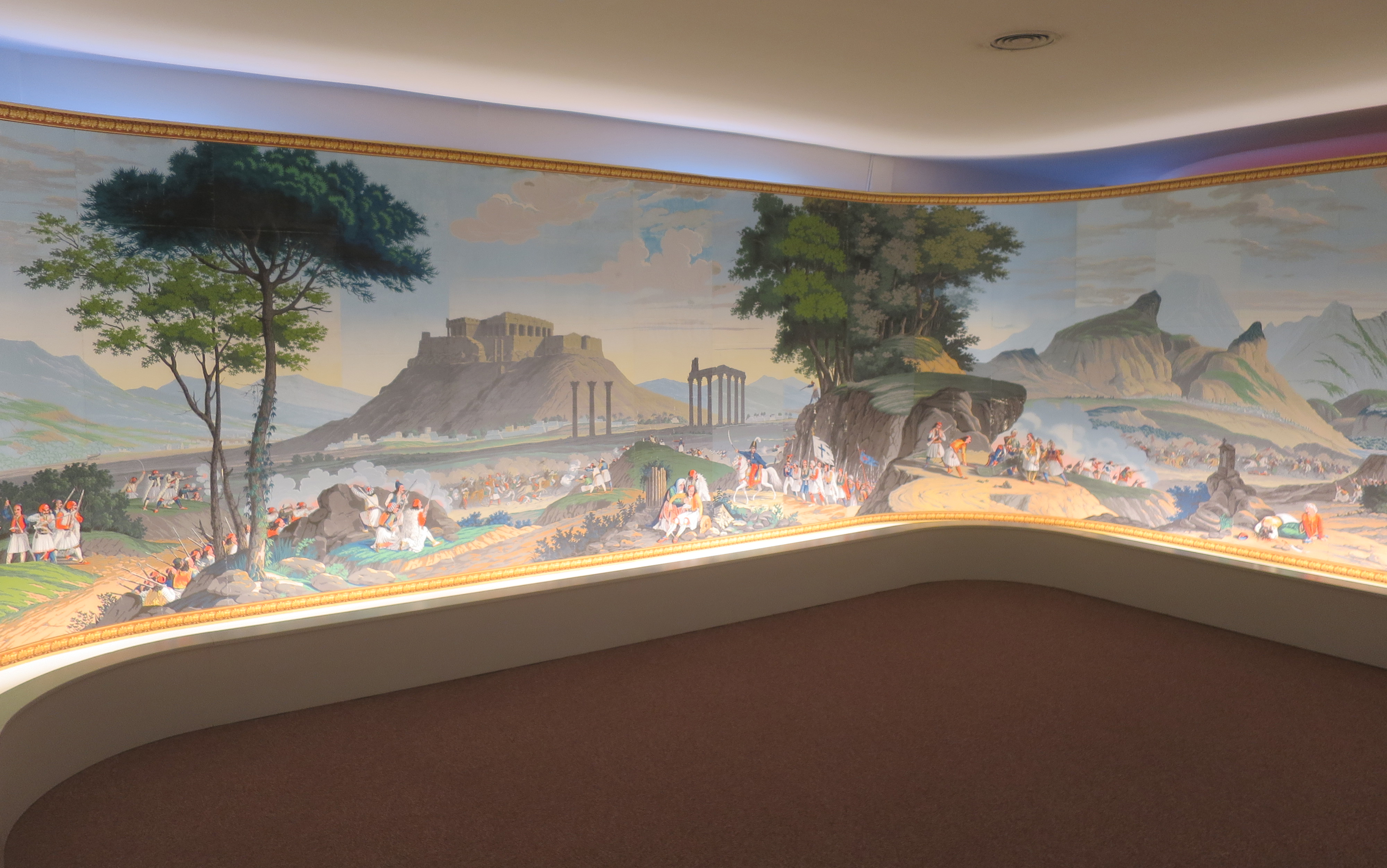
Zaal in het Musée du papier peint

- Commanderie, commanderij van de Duitse Orde gebouwd in 1613 en verbouwd in classicistische stijl tussen 1735 en 1745 in opdracht van Philippe Antoine De Montjoie (1687-1757) naar plannen van Jean Gaspard Bagnato. Vanaf 1792 werd het gebouw gebruikt als gevangenis en vanaf 1794 als militair ziekenhuis. In 1797 werd het gebouw door de staat verkocht aan een industrieel en in 1802 kwam de Manufacture Zuber et Cie, een fabriek van behangpapier, in het gebouw. De linkervleugel van het gebouw is nog in gebruik door deze firma, terwijl het centrale gedeelte sinds 1986 dienst doet als gemeentehuis.[3]
- Musée du papier peint, museum over de geschiedenis van het behangpapier en de industrie daarvan in Rixheim, geopend in 1983 in de rechtervleugel van de voormalige commanderij en erkend als Musée de France.[4]
- Hünenhubel, Keltische tumulus opgegraven in de 19e eeuw en waarvan de grafobjecten deel uitmaken van de collectie van het Musée Historique de Mulhouse.

## Verkeer en vervoer
In de gemeente staat het spoorwegstation Rixheim.
De autosnelweg A35 loopt door de gemeente.